# Cha 110913-773444
Cha 110913—773444 — астрономический объект в созвездии Хамелеона на расстоянии 500 световых лет от Земли, окружённый протопланетным диском и представляющий собой зарождающуюся планетарную систему. Это самая маленькая известная система такого типа — её размер в 100 раз меньше Солнечной системы. В научном сообществе нет консенсуса, как классифицировать центральный объект системы — как субкоричневый карлик или планету-сироту.
Он был обнаружен командой учёных во главе с Кевином Луманом из Университета штата Пенсильвания с помощью космических телескопов Спитцер и Хаббл, а также двух наземных телескопов, расположенных в чилийских Андах.
Возраст Cha 110913—773444 оценивается примерно в 2 млн лет, масса объекта примерно в 8 раз превышает массу Юпитера.